# Acianthera jordanensis
Acianthera jordanensis  es una especie de orquídea. 
Se encuentra en Brasil en la Mata Atlántica.

## Taxonomía
Acianthera jordanensis fue descrita por (Brade) F.Barros   y publicado en Bradea, Boletim do Herbarium Bradeanum 8: 294. 2002.
Etimología
Acianthera: nombre genérico que es una referencia a la posición de las anteras de algunas de sus especies.
jordanensis: epíteto
Sinonimia
- Acianthera neojordanensis (Luer) Pridgeon & M.W.Chase
- Cryptophoranthus jordanensis Brade
- Pleurothallis neojordanensis Luer[3][4]